# Honest
Pour la comédie policière sortie en 2000, voir Honest (film).
Saint Honest, Honestus en latin (né au IIIe siècle, mort en 270) est un saint et martyr catholique du IIIe siècle, originaire de Nîmes. Il est fêté le 16 février.

## Hagiographie
Honest est touché par le message de saint Saturnin, lorsque celui-ci, envoyé de Rome en Gaule par le pape Fabien, passe par Nîmes.
Ils font alors ensemble route jusqu'à Pampelune, en Navarre. Saturnin revient alors sur ses pas pour s'arrêter à Toulouse, dont il deviendra évêque.
Ils y rencontrent et consacrent saint Firmin qui fut le premier évêque d'Amiens. Honest subit le martyre, sous le règne d'Aurélien. Saint Saturnin, accompagné d'Hilaire, son futur successeur, revient sur ses pas pour s'arrêter à Toulouse.

## Reliques
Ses reliques qui auraient été rapportées de France par Charlemagne, furent déposées dans la basilique Saint-Sernin de Toulouse.
Le 27 avril 1526, les reliques furent transférées à Yerres, où l'église prit alors son nom : église Saint-Honest.

### Source
- Cet article est partiellement ou en totalité issu de l'article intitulé « Saturnin de Toulouse » (voir la liste des auteurs).